# Judocus Vogelpoel
Judocus Jan (Joost Jan) Vogelpoel (Geldrop, 11 december 1750 - Woensel, 2 juni 1816) was een Nederlands burgemeester van Eindhoven. 

## Leven en werk
Van Vogelpoel werd in 1750 te Geldrop geboren als zoon van Joannes Vogelpoel en Elisabeta van Noorwegen. In 1799 en 1800 was hij burgemeester van de Noord-Brabantse stad Eindhoven. In 11815 was hij werkzaam als molenaar.
Van Vogelpoel huwde twee keer. Eerst trouwde hij op 9 september 1770 te Geldrop met Catharina Hendrik Prinsen (ged. 1746-voor 1772), dochter van Henricus Janssen Princen en Helena Godefridus Simons. De tweede keer huwde hij op 27 september 1772 tevens te Geldrop Johanna Cornelia van Boeckel (ged. 1750-1827), dochter van Peter van Boekel en Anna Theresia Luijckx.